# Forcepia forcipis
Forcepia forcipis är en svampdjursart som först beskrevs av James Scott Bowerbank 1866.  Forcepia forcipis ingår i släktet Forcepia och familjen Coelosphaeridae. Inga underarter finns listade i Catalogue of Life.